# 대한민국 형법 제347조
대한민국 형법 제347조는 사기에 대한 형법각칙의 조문이다.

## 조문
제347조(사기) ① 사람을 기망하여 재물의 교부를 받거나 재산상의 이익을 취득한 자는 10년 이하의 징역 또는 2천만원 이하의 벌금에 처한다.
②전항의 방법으로 제삼자로 하여금 재물의 교부를 받게 하거나 재산상의 이익을 취득하게 한 때에도 전항의 형과 같다.

第347條(詐欺) ① 사람을 欺罔하여 財物의 交付를 받거나 財産上의 利益을 取得한 者는 10年 以下의 懲役 또는 2千萬원 以下의 罰金에 處한다.

②前項의 方法으로 第三者로 하여금 財物의 交付를 받게 하거나 財産上의 利益을 取得하게 한 때에도 前項의 刑과 같다.

## 사례
영화 캐치 미 이프 유 캔에서 주인공이 자신이 비행기 조종사인 것처럼 꾸며 자유롭게 비행기를 이용한 것은 남을 속여 자신에게 물질적인 이익을 가져온 행위로 사기죄에 해당할 것이다.
대한민국 프로야구 KBO선수의 승부조작 파문.

## 판례
- 범인이 기망행위에 의해 스스로 재물을 취득하지 않고 제3자로 하여금 재물의 교부를 받게 한 경우에 사기죄가 성립하려면, 그 제3자가 범인과 사이에 정을 모르는 도구 또는 범인의 이익을 위해 행동하는 대리인의 관계에 있거나, 그렇지 않다면 적어도 불법영득의사와의 관련상 범인에게 그 제3자로 하여금 재물을 취득하게 할 의사가 있어야 한다[2]

- 사기죄에 있어서는 기망으로 인한 재물교부가 있으면 그 자체로써 피해자의 재산 침해가 되어 이로써 곧 사기죄가 성립하는 것이고 상당한 대가가 지급되었다거나 피해자의 전체 재산상에 손해가 없다 하여도 사기죄의 성립에는 그 영향이 없다[3]

## 같이 보기
- 사기죄